# Bola Odeleke
Bola Odeleke (* als Bolanle Margaret Aboderin am 19. Juni 1950 in Ibadan) ist eine nigerianische Predigerin, die der Power Pentecostal Church vorsteht. Sie wurde 1995 als erste Frau in Afrika zur Bischöfin gewählt.

## Werdegang
Odeleke besuchte die Grund- und Sekundarschulen in Ilesha. Im Jahr 1970 wurde sie Christin und 1974 Predigerin. In den 1980er Jahren gehörte sie zu den ersten Fernsehpredigern des Landes und wurde durch die Sendung Agbala Agbara Olorun Kiibati bekannt. Im Jahr 1993 gründete Odeleke die Power Pentecostal Church (PPC), die zur Pfingstbewegung  gehört.
Zum 6. März 1995 wurde Odelekes Wahl zur ersten Bischöfin im Bereich des International Ministerial Council of Great Britain (IMCGB) bekanntgegeben. Am 30. Juli des Jahres wurde sie durch den Erzbischof des IMCGB in Lagos ordiniert.
Odeleke gehört dem Yoruba-Volk an und stammt aus Ibadan im Bundesstaat Oyo. Sie war in erster Ehe seit 1970 mit Lasun Odeleke verheiratet, der 1990 als General und Mitglied des Provincial Ruling Council bei einem Verkehrsunfall ums Leben kam.

## Schriften
- 21 potentials of a woman. Supreme Ideal, Benin City 1990.